# Клод Рейнс
Клод Рейнс (англ. Claude Rains; 10 листопада 1889 — 30 травня 1967) — англо-американський актор, чотириразовий номінант на премію «Оскар».

## Особисте життя
1939 року Клод Рейнс прийняв американське громадянство. Актор шість разів був одружений, п'ять перших шлюбів закінчувалися розлученням. П'ятою дружиною Рейнса була в 1959—1960 роках піаністка Агі Ямбор. Від четвертого шлюбу в нього залишилася дочка Джессіка Рейнс, яка народилася 1938 року.
Клод Рейнс помер від зачеревного крововиливу в травні 1967 року у своєму будинку в невеликому містечку Лаконія в штаті Нью-Гемпшир. Похований на цвинтарі Ред-Хілл у Моултонборо (округ Керролл, Нью-Гемпшир).
У 2008 році у світ вийшла біографія актора «Claude Rains: An Actor's Voice», написана його дочкою у співавторстві з публіцистом Девідом Дж. Сколом.

## Вибіркова фільмографія
- 1933 — Людина-невидимка / The Invisible Man
- 1938 — Чотири доньки
- 1939 — Хуарес
- 1939 — Чотири дружини
- 1942 — Вперед, мандрівник
- 1942 — Касабланка
- 1949 — Піщана мотузка
- 1960 — Загублений світ